# Utricularia reflexa
Utricularia reflexa är en tätörtsväxtart som beskrevs av Oliver. Utricularia reflexa ingår i släktet bläddror, och familjen tätörtsväxter. Inga underarter finns listade i Catalogue of Life.